# Rémy Rochas
Rémy Rochas (La Motte-Servolex, 18 maggio 1996) è un ciclista su strada francese che corre per il team Groupama-FDJ; è professionista dal 2019.

## Palmarès
- 2016 (Chambéry Cyclisme Formation)

2ª tappa Ronde de l'Isard d'Ariège (Roques > Ax 3 Domaines)

### Altri successi
- 2013 (Juniores)

Classifica scalatori Ain'Ternational-Rhône Alpes-Valromey Tour

## Piazzamenti

### Grandi Giri
- Giro d'Italia

2021: ritirato (17ª tappa)
2022: 71°
2023: non partito (5ª tappa)
2025: 39º
- Vuelta a España

2021: 15º
2022: ritirato (7ª tappa)
2023: 28º
2024: ritirato (16ª tappa)

### Classiche monumento
- Liegi-Bastogne-Liegi

2021: 143º
2022: 56º
2024: 91º
- Giro di Lombardia

2021: ritirato
2022: 25º

### Competizioni mondiali
- Campionati del mondo su strada

Firenze 2013 - In linea Juniores: 43º

### Competizioni europee
- Campionati europei

Nyon 2014 - In linea Juniores: 37°